# 常幸龍貴之
常幸龍 貴之（じょうこうりゅう たかゆき、1988年8月7日 - ）は、東京都北区出身で木瀬部屋（入門時は北の湖部屋）に所属した元大相撲力士。日本大学相撲部出身。本名は佐久間 貴之（さくま たかゆき）。身長188cm、体重170kg。最高位は東小結（2014年9月場所）。

## 来歴

### 入門前
小学2年から東京都文京区の針ヶ谷相撲クラブで相撲を始めて中学卒業まで通った。しかし、そんな佐久間少年が子供のころに憧れていたのは力士ではなく呼出しだった。「中学2年までは体が小さく、なかなか勝てなかった。その代わり、町内会から借りてきた太鼓を家で良く叩いてました。」と当時を振り返った記事もあり、相撲は中学限りで辞めるつもりであったという。しかし、体が大きくなるにつれて勝てるようになったため相撲を続けた。
埼玉栄高校時代には3年時の2006年に世界ジュニア相撲選手権大会の無差別級で優勝した。その後日本大学へ進学し、日本大学相撲部に所属した。2年時の2008年に全国学生相撲選手権大会で優勝し、学生横綱のタイトルを獲得した。日大在学中に父を亡くしたため家計を支えるべく中退して角界入りすることも考えたが、母に説得されて卒業することを選んだ。それにより大学卒業を優先したため幕下付出資格が失効している。木瀬部屋を選んだ理由としては自身を勧誘していた11代木瀬が父の通夜に来てくれたことが挙がり、佐久間はその情の厚さに心を打たれたということを2018年のはなわとの対談で語っている。

### 入門後
大学個人タイトル5冠の実績を引っ提げて卒業後に11代木瀬（元幕内・肥後ノ海）の内弟子として、北の湖部屋へ入門し、2011年5月技量審査場所において「佐久間山」の四股名で初土俵を踏んだ。翌7月場所で7戦全勝で序ノ口優勝を果たし、序二段へ昇進した翌9月場所でも優勝決定戦で貴麻衣に敗れたものの7戦全勝の成績を挙げた。三段目へ昇進した翌11月場所も7戦全勝で三段目優勝を果たし、デビューから無敗の21連勝とした。
2012年1月場所に幕下に昇進し、11日目にデビューからの連勝記録を27に伸ばし、板井の持つデビューからの連勝記録26を抜いて史上1位を記録した。13日目に千昇に敗れて連勝記録は27で止まったものの、最終的には6勝1敗の好成績を挙げて優勝決定戦まで進出し、優勝決定戦でも8人によるトーナメント戦を制して幕下優勝を果たした。東幕下4枚目まで番付を上げた翌3月場所でも5勝2敗と勝ち越しを決めた。
同年4月1日に北の湖部屋の部屋付き親方となっていた11代木瀬が木瀬部屋を再興したことに伴い、北の湖部屋から木瀬部屋へと移籍した。
同年5月場所、新十両（西十両12枚目）昇進。初土俵から所要6場所の十両昇進（付出入門を除く）は板井と土佐豊に並ぶ史上1位タイのスピード記録となった。また、十両への昇進決定と同時に四股名を「佐久間山」から「常幸龍」へと改めた。四股名は2009年2月に亡くなった父親の名前から「幸」という1字を取って11代木瀬が命名した。「常」に一緒に戦うという思いが込められている。新十両の場所は8勝7敗と勝ち越しを果たした。翌7月場所では終盤に失速したものの10勝5敗という好成績を挙げた。翌9月場所では11勝4敗の好成績を挙げて優勝決定戦まで進出し、優勝決定戦でも勢を破って初の十両優勝を果たした。また、序ノ口から十両まで、各段全てで優勝決定戦に出場したのは史上初の記録となった。そして翌11月場所において新入幕を果たした。初土俵から所要9場所での新入幕（幕下付出を除く）は、年6場所制が定着した1958年以降では史上1位のスピード記録となった。新入幕の場所では、2日目から5連敗を喫するなど調子が上がらず、結果的には6勝9敗と自身の入門後において初めての負け越しとなった。
2013年1月場所では十両陥落（東十両筆頭）。その場所では11日目に勝ち越しを決め、14日目には貴ノ岩を破って11勝3敗の成績で貴ノ岩と十両優勝争いの先頭に並んだものの、千秋楽に旭秀鵬に敗れて11勝4敗の成績となり十両優勝は逃した。翌3月場所において2度目の入幕（再入幕、西前頭11枚目）を果たし、9勝6敗と幕内では自身初となる勝ち越しを決めた。同年11月場所は6日目の北太樹戦の直前に琴勇輝が負傷する姿を見てしまって不安を覚えたためか思うように白星にありつけない状況に終始し3勝12敗の大敗を以て場所を終えた。2014年1月17日は長男が誕生。長男誕生が報道された際、2013年8月7日には結婚していたことが明らかとなった。
2014年1月場所は2度目の十両陥落（東十両3枚目）だったが、10勝5敗という成績を挙げ、翌3月場所は3度目の入幕となった。同年7月場所は序盤まで2勝3敗だったが、6日目から7連勝し、最終的には自身初の幕内2桁勝利となる10勝5敗に終わり、場所の感想を「やっとですね。やっぱり（うれしさが）違うな。」と語った。翌9月場所は新三役（番付は東小結）で、これにより木瀬部屋初の三役力士が誕生した格好となる。初土俵から20場所所要での新三役は、1958年以降初土俵（幕下付け出しを除く）としては9位タイのスピード昇進。東京都からの新三役は、1997年7月場所の栃東以来。新三役昇進に際した9月12日のインタビューではNHKアナウンサーの藤井康生に対して「木瀬部屋が一時の二子山部屋みたいになって取組編成会議を困らせたい」と部屋が沢山の現役関取を擁することを願うコメントを示した。直後の9月場所は三役以上から白星を挙げることができず、11日目に負け越しを確定させるなど上位の壁に阻まれ、4勝11敗と大きく負け越した。10月11日のさいたま市巡業では午前中に稀勢の里との稽古中に左手親指を骨折し、全治5週間の診断を受けた。幸い直後の11月場所の出場が妨げられることなく、その11月場所を8勝7敗の勝ち越しで終えた。
2015年1月場所は5日目の遠藤戦で右膝を負傷し、6日目に精密検査を受けた。休場も不適切でない状況であったが、妻から「遠藤に負けてへこんでんじゃないわよ。横綱に勝て。」とゲキも飛ばされて強行出場し、痛み止めの注射が手放せない状況の中で7日目の日馬富士戦で金星を挙げる殊勲を果たした。奇しくも長男の1歳の誕生日に初金星を挙げた格好となったが、10日目から負傷により休場。14日目に再出場を果たすも、13日目の時点で負け越しが確定しており、結局この場所を5勝7敗3休で終えた。7月場所の10日目で新十両の御嶽海に対し激しい張り手で勝利。御嶽海は流血し翌日の取り組み後に口内を15針縫う怪我を負った。「冷静に行こうと思ったけど（スイッチが）入っちゃいました。負けられない。何をしても勝ってやると思っていた。（相手は）14勝したら幕内に上がっちゃう。新十両優勝はそんなに甘くないぞ、と。」と興奮冷めやらぬ様子であったが、あらためて振り返ると「ちょっとやりすぎたかな。熱くなりすぎました。ちょっと…反省してます。」と苦笑いだった。
2016年は1月場所で4場所ぶりの幕内復帰を果たしたが、場所前の2015年12月に足首を手術していた上に5日目の千代大龍との対戦で右膝を負傷し、花道を車椅子で引き揚げる程の重症で6日目から途中休場となった。十両に陥落した3月場所からは負傷個所に装具を着用して土俵に上がったが、状態が思わしくなく5勝10敗の大敗に終わった。続く5月場所では西十両11枚目の番付で十両残留が厳しい11敗に終わると、番付を下げてでも強い気持ちでしっかりと治すことを表明し、手術を決断。6月に右膝の手術を受けてしばらくは休場となり、復帰は早くても11月場所になる見込みとなった。常幸龍が手術に踏み切ったのは関取に戻るまでの間後援者が援助を行うと申し出たことにもよる。11月場所は三段目に陥落。三役経験者の三段目陥落は史上7人目の記録である。
怪我からの復帰場所は、番付を大きく落としたために数少なくなった後援者の中でも、熱心に応援する後援者がいる九州で開催される11月場所を選び、強行出場ではあったもののこの場所で復帰した。怪我の再発という不安を抱えた場所であったが、元三役の力を見せつけて1番相撲から4連勝。勝ち越しを決めた際に常幸龍は「次は栃ノ心関の記録を抜く」と元三役の低地位からの三役カムバック記録を更新することに意欲を示した（当時は、元三役が三段目に陥落してから三役に復帰した前例はなし。後に大関→序二段→小結を照ノ富士春雄が達成。）。最終的に7戦全勝で優勝決定戦も制し、自身2度目の三段目優勝を飾った。優勝に際して常幸龍は「家族がいますからね。何が何でも優勝して、優勝賞金（30万円）で家族を守らなきゃ」とコメントを残した。
2017年1月場所では幕下に復帰したが、2番目の相撲で右腕上腕二頭筋を断裂する大怪我を負い、負傷後も強行出場したものの結局負け越しに終わった。3月場所は4番相撲以外を全て勝って6勝1敗。7月場所は関取復帰が見える西幕下4枚目の地位を与えられた。この場所は3勝4敗と負け越した。場所中、常幸龍は「十両も大事ですが、やはり幕内で相撲をとってなんぼですよ」と、お互いが刺激し合って、部屋全体がレベルアップすることを願っている。11月場所では初日にデビューから21連勝中の炎鵬と対戦し勝利。自身の持つデビューからの連勝記録の更新を自ら阻む形となった。この場所は5勝2敗の好成績で3場所ぶりに勝ち越した。2017年6月に右膝の手術を行ったが、その時には前十字靭帯も断裂しており半月板も割れている状態であった。
2018年は十両昇進を伺う地位での土俵が続いていたが、東幕下5枚目で迎えた2018年7月場所において4勝3敗の成績を残し、場所後の番付編成会議の結果、およそ2年ぶりとなる十両復帰が決まった。三役経験者が三段目まで落ちてから関取へ復帰するのは初めて。関取復帰に際して「とにかくあきらめないで良かった。社会には自分なんかよりもつらい思いをしている人はたくさんいるから」と言葉を噛みしめた。同年2月に次男が生まれたばかりで、妻からは「まだまだだよ」「ここがスタートラインだよ」と激励された中での関取復帰であった。9月場所は8勝7敗と勝ち越し、2015年11月場所以来となる関取の地位での勝ち越し。
2019年1月場所は怪我で途中休場を喫し、復帰した十両の地位を3場所で手放すこととなった。3月場所は東幕下3枚目で相撲を取り、7番相撲に勝ち越しをかける展開であったが敗れて十両復帰を逃した。5月、7月、9月場所はいずれも2勝5敗で終え、11月場所は東幕下46枚目まで下がる。成績次第では三段目陥落の瀬戸際に追い込まれるものの、5勝2敗と7場所ぶりに勝ち越しを決めた。
2020年1月場所は東幕下32枚目まで番付を戻し、6勝1敗の勝ち越しで終えた。星の数によっては、連勝記録を伸ばす元林との一番も期待されたが、実現しなかった。3月場所は東幕下11枚目で迎え、5勝2敗で勝ち越し、5月場所は西幕下4枚目まで戻した。5月場所の中止を経て7月場所は5勝2敗と勝ち越すも、幕下上位の勝ち越しが多かったため再十両は見送られた。9月場所は西幕下筆頭で迎えたが、初日から3連敗と後がなくなる。しかし師匠の教えや家族の支えを糧として4連勝し、勝ち越す。11月場所の番付編成会議で、10場所ぶりに十両へと返り咲いた。11月場所は西十両12枚目を9勝6敗で終え、一年を勝ち越しで終えた。
2021年1月場所は東十両9枚目に番付を上げる。中日を終えた時点で5勝3敗と白星が先行するも、場所前に痛めた腰の状態が悪化して黒星を重ね、5勝10敗と負け越しで場所を終える。3月場所は東十両13枚目で迎える。初日に膝を痛めたことから序盤は3連敗とするが、膝の水を抜いてからは調子を上げ、10勝5敗と関取として久しぶりの二桁勝利で場所を終えた。しかし東十両7枚目で迎えた翌5月場所は序盤から黒星が続き、14日目を終えた時点で3勝11敗。千秋楽は西幕下筆頭で3勝3敗の矢後との取組になり、事実上の入れ替え戦となったが、この一番に敗れて7月場所の幕下陥落が決定的となった。7月場所は東幕下筆頭で迎え、勝ち越せば1場所で十両復帰となるところだったが、3勝4敗と負け越して十両復帰は果たせなかった。東幕下4枚目で迎えた翌9月場所は、初日に白星を上げた後、3連敗して後がなくなったが、その後、連勝し3勝3敗で迎えた7番相撲で東十両12枚目の旭秀鵬と対戦。この一番に勝利し、4勝3敗と勝ち越したものの、この場所後に引退の意向を表明した横綱の白鵬の引退届が9月29日の番付編成会議までに提出されず、現役力士扱いとして番付編成の対象となったあおりを受けて関取復帰は見送られた。
翌11月場所以降は負け越し続きで関取復帰が遠のき、西幕下33枚目の地位で迎えた2022年9月場所で1勝6敗となり、同場所13日目の9月23日、七番相撲の取組後に日本相撲協会に引退届を提出し、受理された。引退発表後の取材で、この場所は「どれだけ負けてもくじけずに最後まで勤めようと決めていました」と覚悟を決めて臨んでおり、最後の相撲を取り終え、少し目を潤ませながら「もう悔いはないです」と言葉を残した。日本相撲協会には残らず退職となり、今後は未定としながらも「相撲との縁は切れずアマチュア界の発展などに力を入れる」意向を示した。翌24日にオンライン形式で行われた会見で、引退の理由として膝の状態を挙げており、これ以上相撲を取り続けると膝が人工関節になりかねない状況であったことを明かした。自身の育てた最初の三役力士の引退に、11代木瀬は「うちの部屋じゃなかったら、もっともっと番付が上がったんじゃないか。まさに原石。磨ききれなかった悔しさがある」と吐露した。
2023年2月23日、両国国技館で断髪式が行われた。約160人が鋏を入れ、師匠の11代木瀬の止め鋏で髷に別れを告げた。今後は母校の日大の通信教育過程で教員免許取得して高校教員を目指す予定で、アマチュア相撲の指導者として引き続き相撲に関わっていくと抱負を述べた。なお、プロレス団体からの勧誘もあったが「ケガをして辞めるので断った。体はボロボロ」と笑いながら告白した。

## 取り口など
下位時代には出足を活かして突っ張る相撲や力に頼った小手投げを得意としていた。新入幕以降は徹底した四つ相撲を操り、がっぷりになって慎重に勝機を窺った上で寄るか上手投げで仕留める型を見せた。通常合理的でない深い位置の上手を取ることが多いが、体を入れ替える技術で投げに上手くつなげる。だが新入幕の前に腰を痛めて以降思うような相撲が取れず、それ以前まで得意としていた突っ張りや小手投げが影を潜めていった。特に2013年3月に左足首を痛めてからは2013年11月場所前まで稽古もままならない状況が続いており本場所には痛み止めを打って出場していた。2018年9月場所で十両に戻ったあたりでは、全盛期よりも簡単に土俵を割る相撲が増えた。

## 人物
- 好物は牛すじの煮込み。嫌いなものはセロリ。趣味は音楽鑑賞、プロレス観戦[46]。
- 幼少期から筋金入りの相撲好きであったようであり、周囲の子供たちが『遊☆戯☆王オフィシャルカードゲーム』を持っている中、佐久間ただ1人は大相撲カードに熱中していた[3]。そうしたことから周囲からは物好き扱いされることもあった。
- 長年自身の付け人を務めていた弟弟子の髙立は引退の際に「家族ぐるみで自分のことをかわいがってくれた。常幸龍関の奥さんも子どもも『高木くん』『高木くん』とずっと言ってくれて…。常幸龍関には一番頑張ってもらいたいです」と振り返っていた。[47]。
- 「本場所に使う締め込みの中に父の写真を忍ばせている」と報道されたことがある[48]。
- 新入幕の際、折しも新横綱であった日馬富士に話題を独占されたため、自身のスピード入幕はあまりメディアで取り扱われなかった[49]。
- 怪我で幕下暮らしをしていた頃は愛してやまなかった相撲が嫌いになり、「台風が来たら中止になんないかな」「国技館行きたくないな」と塞ぎ込むこともあった。2018年9月場所の関取復帰は、同年2月に次男が生まれたばかりで妻からは「まだまだだよ」「ここがスタートラインだよ」と激励された中での出来事であった[3]。

## 主な成績

### 通算成績
- 通算成績：358勝340敗27休（68場所）
- 通算勝率：.513
  - 幕内成績：92勝121敗12休（15場所）
  - 幕内勝率：.432
  - 十両成績：130勝124敗1休（17場所）
  - 十両勝率：.512

#### 連勝記録
最多連勝記録は、27連勝。序ノ口（優勝）、序二段、三段目（優勝）と三場所連続七戦全勝。
| 順位 | 連勝数 | 期間                                    | 止めた力士 | 備考                      |
| ---- | ------ | --------------------------------------- | ---------- | ------------------------- |
| 1    | 27     | 2011年7月場所2日目～2012年1月場所11日目 | 千昇       | デビューからの連勝記録1位 |

### 三賞・金星
- 三賞：なし
- 金星：1個（日馬富士1個）

### 各段優勝
- 十両優勝：1回（2012年9月場所）
- 幕下優勝：1回（2012年1月場所）
- 三段目優勝：2回（2011年11月場所、2016年11月場所）
- 序ノ口優勝：1回（2011年7月場所）

### 場所別成績
| | 一月場所 初場所（東京） | 三月場所 春場所（大阪） | 五月場所 夏場所（東京） | 七月場所 名古屋場所（愛知） | 九月場所 秋場所（東京） | 十一月場所 九州場所（福岡） |
| --- | ----------------------- | ----------------------- | ----------------------- | --------------------------- | ----------------------- | --------------------------- |
| 2011年 （平成23年） | x                       | 八百長問題 により中止   | （前相撲）              | 西序ノ口5枚目 優勝 7–0      | 西序二段12枚目 7–0      | 東三段目21枚目 優勝 7–0     |
| 2012年 （平成24年） | 東幕下15枚目 優勝 6–1   | 東幕下4枚目 5–2         | 西十両12枚目 8–7        | 西十両9枚目 10–5            | 西十両3枚目 優勝 11–4   | 東前頭14枚目 6–9            |
| 2013年 （平成25年） | 東十両筆頭 11–4         | 西前頭11枚目 9–6        | 西前頭7枚目 4–11        | 西前頭13枚目 6–9            | 西前頭14枚目 8–7        | 東前頭12枚目 3–12           |
| 2014年 （平成26年） | 東十両3枚目 10–5        | 西前頭13枚目 8–7        | 西前頭12枚目 9–6        | 西前頭7枚目 10–5            | 東小結 4–11             | 西前頭6枚目 8–7             |
| 2015年 （平成27年） | 西前頭4枚目 5–7–3 ★     | 西前頭9枚目 5–10        | 東前頭15枚目 5–10       | 東十両3枚目 7–8             | 東十両4枚目 8–7         | 西十両3枚目 9–6             |
| 2016年 （平成28年） | 東前頭14枚目 2–4–9      | 西十両6枚目 5–10        | 西十両11枚目 4–11       | 東幕下2枚目 休場 0–0–7      | 東幕下43枚目 休場 0–0–7 | 西三段目23枚目 優勝 7–0     |
| 2017年 （平成29年） | 西幕下15枚目 3–4        | 東幕下21枚目 6–1        | 東幕下8枚目 5–2         | 西幕下4枚目 3–4             | 東幕下9枚目 3–4         | 東幕下14枚目 5–2            |
| 2018年 （平成30年） | 西幕下5枚目 3–4         | 西幕下9枚目 6–1         | 西幕下2枚目 3–4         | 東幕下5枚目 4–3             | 東十両14枚目 8–7        | 西十両12枚目 7–8            |
| 2019年 （平成31年 /令和元年） | 西十両13枚目 5–9–1      | 東幕下3枚目 3–4         | 東幕下6枚目 2–5         | 西幕下17枚目 2–5            | 東幕下29枚目 2–5        | 東幕下46枚目 5–2            |
| 2020年 （令和2年） | 東幕下32枚目 6–1        | 東幕下11枚目 5–2        | 感染症拡大 により中止   | 西幕下4枚目 5–2             | 西幕下筆頭 4–3          | 西十両12枚目 9–6            |
| 2021年 （令和3年） | 東十両9枚目 5–10        | 東十両13枚目 10–5       | 東十両7枚目 3–12        | 東幕下筆頭 3–4              | 東幕下4枚目 4–3         | 東幕下筆頭 3–4              |
| 2022年 （令和4年） | 西幕下3枚目 3–4         | 東幕下7枚目 2–5         | 東幕下16枚目 3–4        | 東幕下23枚目 3–4            | 西幕下33枚目 引退 1–6–0 | x                           |
| 各欄の数字は、「勝ち-負け-休場」を示す。 優勝 引退 休場 十両 幕下 三賞：敢=敢闘賞、殊=殊勲賞、技=技能賞 その他：★=金星 番付階級：幕内 - 十両 - 幕下 - 三段目 - 序二段 - 序ノ口 幕内序列：横綱 - 大関 - 関脇 - 小結 - 前頭（「#数字」は各位内の序列） |                         |                         |                         |                             |                         |                             |

## 合い口
（以下は最高位が横綱・大関の現役力士）
- 元大関・高安には3勝4敗。いずれも髙安の大関昇進前の対戦である。

（以下は最高位が横綱・大関の引退力士）
- 元横綱・白鵬には1敗。
- 元横綱・日馬富士には1勝。
- 元横綱・鶴竜には1敗。
- 元横綱・稀勢の里には1敗。稀勢の里が大関在位中の対戦である。
- 元横綱・照ノ富士には2勝1敗。
- 元大関・雅山には1敗。雅山が大関陥落後の対戦である。
- 元大関・琴奨菊には1敗。
- 元大関・豪栄道には1敗。
- 元大関・栃ノ心には2敗。いずれも栃ノ心の大関昇進前の対戦である。

### 幕内対戦成績
| 力士名     | 勝数 | 負数 | 力士名   | 勝数 | 負数 | 力士名   | 勝数 | 負数 | 力士名   | 勝数 | 負数 |
| ---------- | ---- | ---- | -------- | ---- | ---- | -------- | ---- | ---- | -------- | ---- | ---- |
| 碧山       | 0    | 4    | 旭日松   | 0    | 1    | 東龍     | 0    | 1    | 安美錦   | 1    | 2    |
| 阿夢露     | 1    | 2    | 荒鷲     | 1    | 1    | 阿覧     | 2    | 0    | 勢       | 1    | 1    |
| 遠藤       | 3    | 2    | 大岩戸   | 1    | 0    | 大砂嵐   | 0    | 4    | 隠岐の海 | 1    | 2    |
| 魁聖       | 2    | 0    | 鏡桜     | 1    | 0    | 輝       | 1    | 0    | 鶴竜     | 0    | 1    |
| 稀勢の里   | 0    | 1    | 北太樹   | 4    | 5    | 旭秀鵬   | 1    | 3    | 旭天鵬   | 7    | 2    |
| 豪栄道     | 0    | 1    | 琴奨菊   | 0    | 1    | 琴勇輝   | 1    | 3    | 佐田の海 | 2    | 2    |
| 佐田の富士 | 1    | 4    | 里山     | 1    | 0    | 翔天狼   | 0    | 4    | 蒼国来   | 1    | 2    |
| 大喜鵬     | 1    | 0    | 大道     | 3    | 0    | 貴ノ岩   | 0    | 4    | 髙安     | 3    | 4    |
| 宝富士     | 1    | 6    | 豪風     | 4    | 6(1) | 玉飛鳥   | 1    | 1    | 玉鷲     | 3    | 4    |
| 千代鳳     | 1    | 3(1) | 千代大龍 | 2    | 6    | 千代の国 | 1    | 0    | 千代丸   | 3    | 2    |
| 照ノ富士   | 2    | 1    | 天鎧鵬   | 2    | 1    | 時天空   | 2    | 1    | 栃ノ心   | 0    | 2    |
| 栃乃若     | 2    | 0    | 豊ノ島   | 2    | 2    | 豊響     | 4    | 6    | 白鵬     | 0    | 1    |
| 日馬富士   | 1    | 0    | 富士東   | 1    | 2    | 豊真将   | 1    | 1    | 誉富士   | 0    | 2    |
| 舛ノ山     | 4    | 2    | 雅山     | 0    | 1    | 妙義龍   | 2    | 1    | 芳東     | 0    | 1    |
| 嘉風       | 5    | 4    | 若荒雄   | 1    | 0    | 若の里   | 2    | 3    |          |      |      |

## 改名歴
- 佐久間山 貴之（さくまやま たかゆき）2011年5月技量審査場所 - 2012年3月場所
- 常幸龍 貴之（じょうこうりゅう - ）2012年5月場所 - 2022年9月場所